# Claudia Brandmair
Claudia Brandmair (8. Oktober 1975 in Vöcklabruck, Oberösterreich – 17. Oktober 2017) war eine österreichische Modedesignerin.

## Leben und Werk
Claudia Brandmair absolvierte ihre Ausbildung an der Modeschule Linz. Ihre erste Kollektion präsentierte sie im Rahmen der Internationalen Modetage 1998 in Wien. Der Modepreis des österreichischen Bundeskanzleramtes, den sie im Jahr 2000 erhielt, ermöglichte ihr, Erfahrungen in New York zu sammeln, wo sie ab 2001 zunächst bei Rubin Chapelle und anschließend bei Marc Jacobs arbeitete.
2003 gründete sie das Label „Brandmair“ und präsentierte die Marke erstmals bei der „One Week Style Seduction“ in Wien. Ab 2004 wurde ihr Label international vertrieben. Seitdem war sie regelmäßig bei der Paris Fashion Week vertreten. Sie zeigte ihre Kollektionen auch in New York, London, Mailand, Berlin und Antwerpen; als ihren Hauptmarkt bezeichnete sie Japan.
Im Oktober 2017 erlag Claudia Brandmair den Folgen einer Krebserkrankung.

## Stil
Ihre Kollektionen standen für schlichte, schnörkellose und geradlinige Schnitte.

## Auszeichnungen
- 2000 Modepreis des österreichischen Bundeskanzleramtes
- 2010 Austria Fashion Award Unit F Preis für internationale PR[6]
- 2011 Vienna Awards for Fashion and Lifestyle in der Kategorie Designer[7]